# Operationssaal

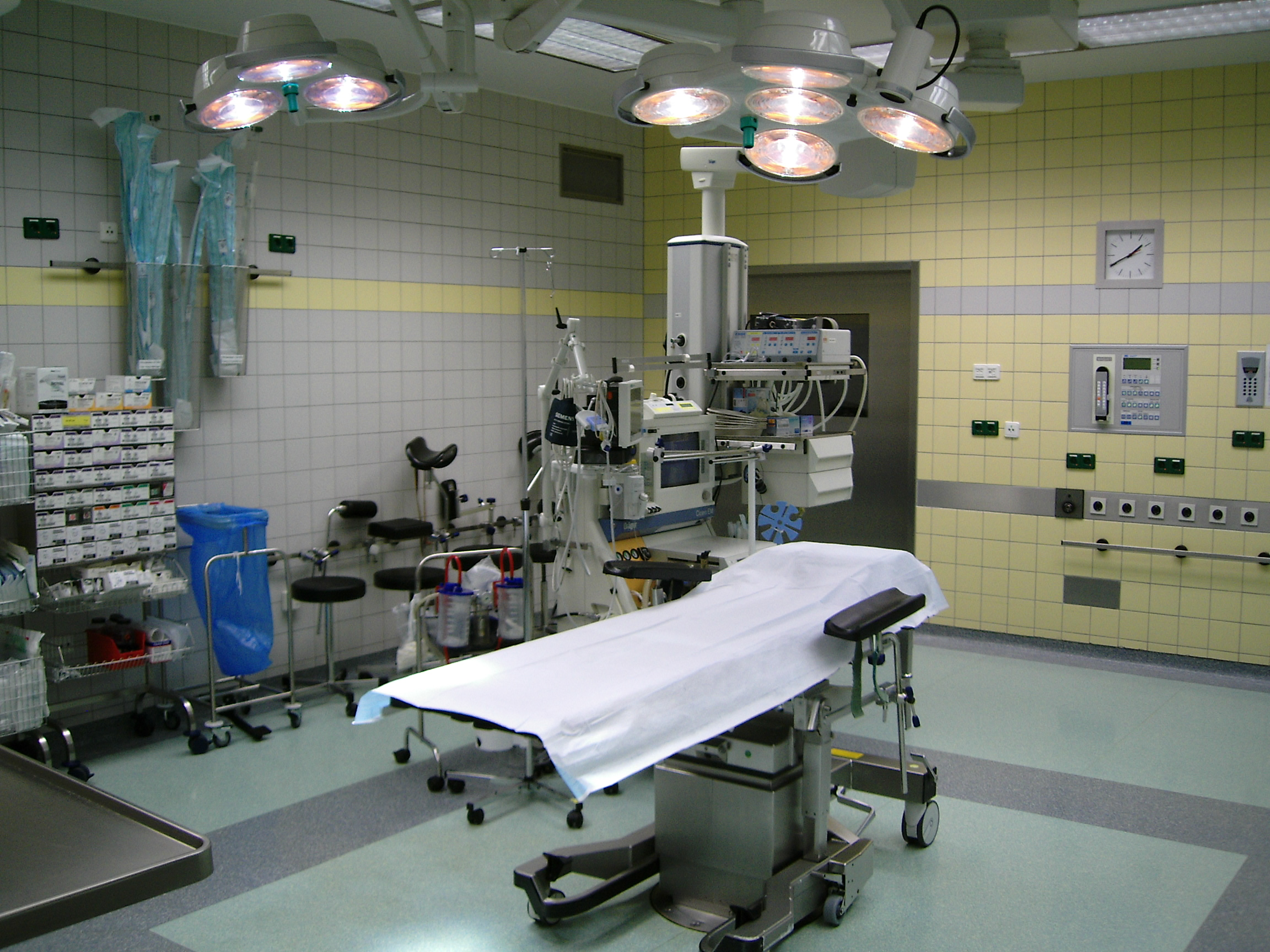
Operationstisch zentral im Raum, darüber OP-Leuchten, im Hintergrund das Narkosegerät

Ein Operationssaal (Abkürzung: OP)  ist ein spezieller Raum in einem Krankenhaus oder einer Arztpraxis, in dem chirurgische Eingriffe, die Operationen, durchgeführt werden. Personelle und apparative Ressourcen werden in einem Raum gebündelt, in dem durch bauliche und gebäudetechnische Maßnahmen hohe Ansprüche an die Hygiene verwirklicht werden können. Operationsabteilungen in Krankenhäusern fassen mehrere Operationssäle und die notwendigen Funktions- und Nebenräume zu einer baulichen Einheit zusammen. Im Operationssaal finden auch Teile der Ausbildung der dort arbeitenden Berufsgruppen statt.
Als Hybrid-OP bezeichnet man moderne Operationssäle, die auch bildgebende Großgeräte wie Computer- oder Kernspintomographen enthalten oder die durch das Vorhandensein von Angiographiegeräten auch als Herzkatheterlabor genutzt werden können.

## Hygienische Aspekte

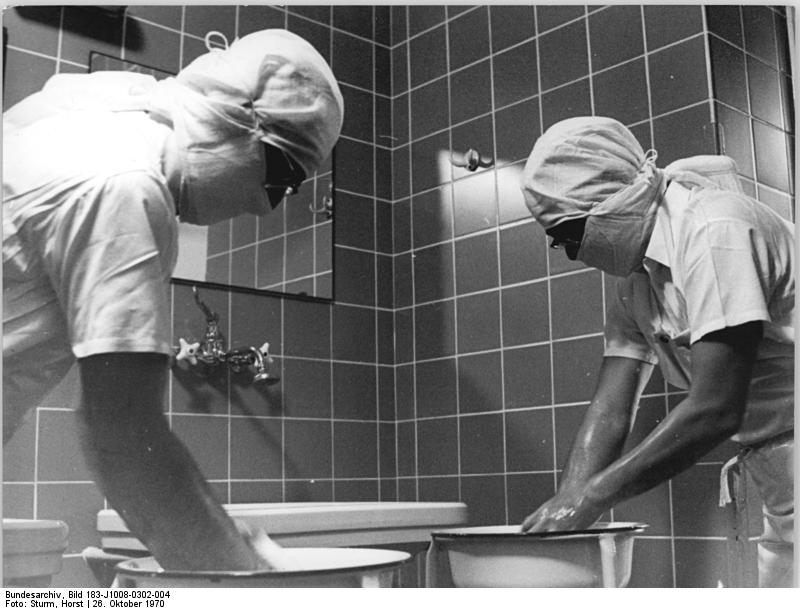
Ärzte bei der chirurgischen Händedesinfektion in der Leipziger Universitätsklinik, 1970

Im Vordergrund steht die Vermeidung einer Infektion des operierten Patienten durch Eindringen von Krankheitserregern in die Operationswunde. Umgekehrt kann durch den Umgang mit Blut und anderen Körperflüssigkeiten auch ein Infektionsrisiko für dort arbeitende Personen bestehen. Daher kommen für den Operationssaal spezielle Hygienevorschriften nach dem Infektionsschutzgesetz zur Anwendung. In der Regel ist er durch Personenschleusen von den übrigen Einrichtungen abgetrennt und darf nur mit OP-Kleidung, Schutzhaube sowie Mund-Nasen-Schutz und OP-Schuhen mit Socken betreten werden, um die Kontamination durch Krankheitserreger möglichst gering zu halten.
Während einer Operation dürfen sich nur berechtigte Personen im Operationssaal aufhalten, um die Hygiene und die Privatsphäre des Patienten zu wahren sowie ein störungsfreies Arbeiten zu ermöglichen. Der mit sterilen (keimfreien) Tüchern abgedeckte Patient, der Instrumententisch und die Umgebung der steril eingekleideten Operateure und Assistenten gelten als Sterilzone, die vom unsterilen Personal nicht betreten werden darf. Sie ist umgeben von der Springerzone, benannt nach dem sogenannten Springer, einer bereitstehenden OP-Fachpflegekraft, deren Aufgabe es ist, den steril eingekleideten Personen zu assistieren. Am Kopfende des Patienten ist meist mit weiteren Tüchern die unsterile Anästhesiezone abgeteilt, wo der Anästhesist und das Anästhesiepflegepersonal arbeiten, die Narkose steuern, ein- und ausleiten, Medikamente verabreichen und die Sicherung des Atemwegs im Blick haben.
Die Türen sollen automatisch arbeiten und während der Operation aus hygienischen Gründen möglichst geschlossen bleiben.
In Operationssälen muss eine gründliche Flächendesinfektion von Fußböden und Arbeits- und Oberflächen durchgeführt werden. Mithilfe der Scheuer-/Wischdesinfektion lösen sich durch mechanisches Reiben an Oberflächen haftende Infektionserreger und Verunreinigungen. Dabei werden Reinigungsmittel mit desinfizierender Wirkung zur Reduzierung der Keimzahl verwendet. Solche Reinigungsmittel sind Desinfektionsreiniger, z. B. entsprechend der VAH-Liste der Desinfektionsmittel der Deutschen Gesellschaft für Hygiene und Mikrobiologie (DGHM). Je nach eingesetztem Desinfektionsreiniger können im Atembereich der Beschäftigten verschiedene Gefahrstoffe einzeln oder gemeinsam auftreten. Die BG/BIA-Empfehlungen „Flächendesinfektionen in Krankenhausstationen“ nennen Kriterien für die Einhaltung von Luftgrenzwerten der maßgeblichen Komponenten (Alkohole und Aldehyde) bei Flächendesinfektionen (Scheuer-/Wischdesinfektion) durch Reinigungspersonal. So kann der Arbeitgeber seine Überwachungspflicht nach der Gefahrstoffverordnung erfüllen.

## Bauliche Eigenschaften

### Klimatechnik

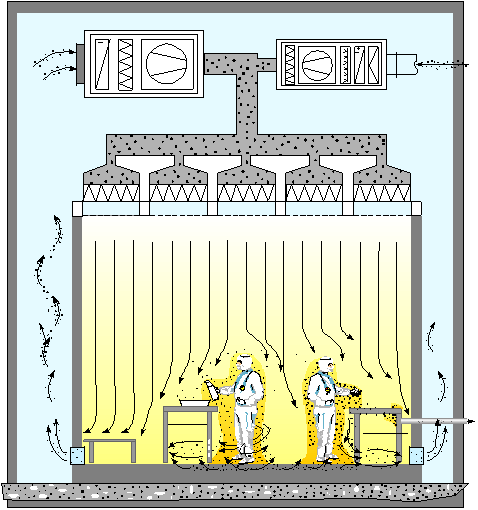
Turbulenzarme laminare Strömung im Reinraum

In Deutschland müssen Operationssäle über raumlufttechnische Anlagen klimatisiert sein. Neben einer konstanten Temperatur (22–26 °C im Operationsfeld), Luftfeuchtigkeit (30–65 % rF) und einem maximalen Geräuschpegel von 48 dB(A) soll die Luft möglichst keimarm sein und die Konzentration von Narkosegasen muss unterhalb der MAK-Werte gehalten werden. Häufig wird von den Operateuren eine niedrigere Raumtemperatur gewünscht, was die Vermehrung von Keimen reduziert und das Arbeiten in Schutzkleidung erleichtert. Dies jedoch würde zu vermehrter Auskühlung des Patienten führen, zu der es unter längerer Narkose ohnehin kommt. Das Problem wird durch vermehrte Bauteilkühlung und intraoperative Anwärmung des Patienten umgangen.
Bei turbulenzarmer Verdrängungsströmung der Zuluft aus der Decke ist die Zuluft durch mehrere Filterstufen keimarm. Operationsleuchten können durch ihre Form und Wärmeabgabe die klimatechnisch geplanten Luftströmungen störend beeinflussen. Durch einen Überdruck im OP kann Luft nicht ungeplant von außen eindringen. Für die sogenannten septischen Operationssäle – für Operationen in eitrigem oder infiziertem Gewebe – werden die Luftströme geeignet geplant und Abluftfilter eingesetzt.

### Inventar

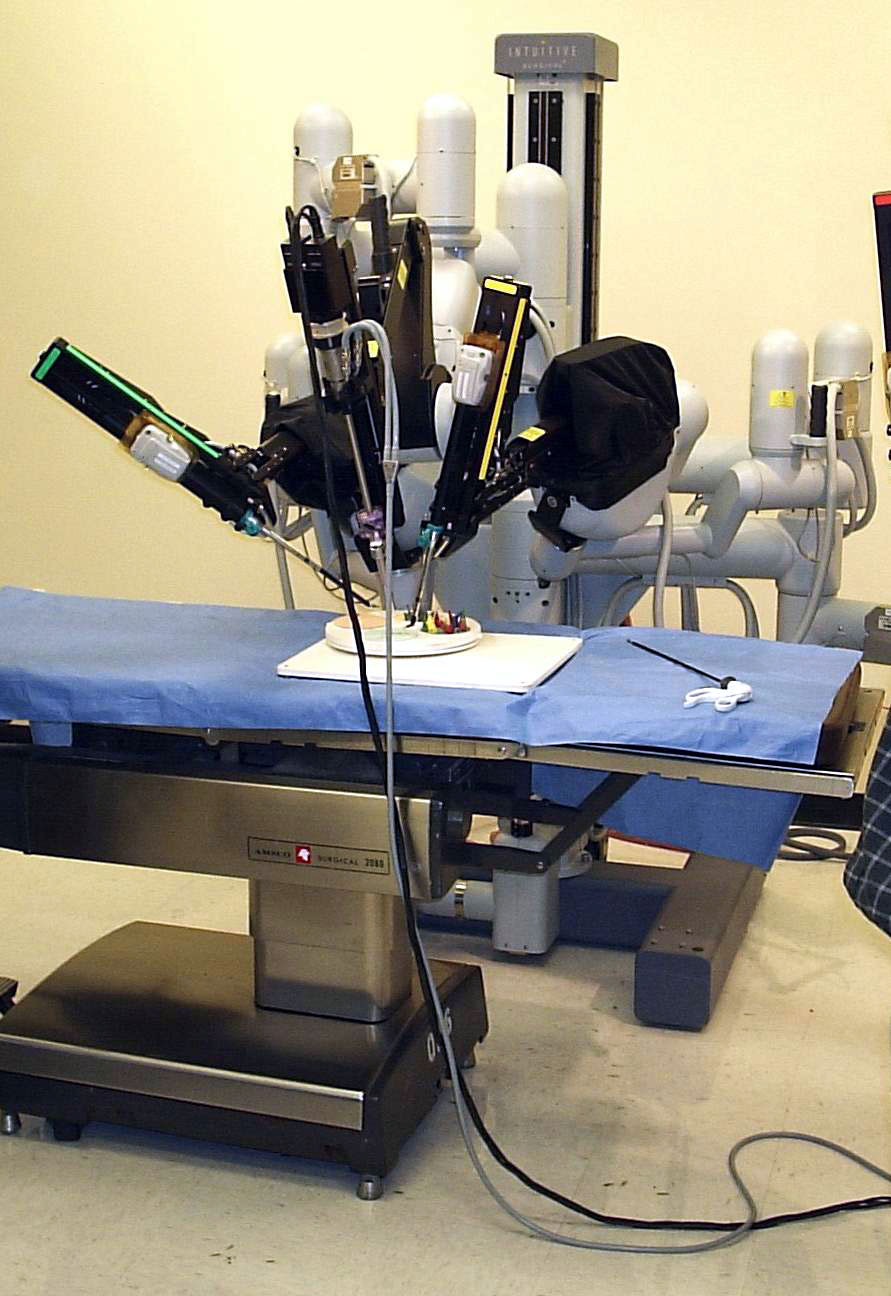
Roboterassistiertes Chirurgiesystem da Vinci über einem Operationstisch

Operationssäle sind vollklimatisiert und auf Fenster wird vor allem in Neubauten wegen der ungleichmäßigen Lichtverhältnisse und möglicher Störungen der Hygiene verzichtet. Lösungen mit Einfall von Tageslicht sind dennoch möglich. Boden, Wände und Decke werden abwaschbar gestaltet und gleitende Übergänge zwischen ihnen tragen zur Vermeidung von Staubansammlungen bei. Da in infektionsgefährdeten Bereichen nicht mit Armbanduhren gearbeitet werden darf, sind Wanduhren fest eingebaut.
Die Unabhängigkeit vom öffentlichen Stromnetz besteht durch die Notstromanlage des Krankenhauses. Die Anschlüsse für Strom, Wasser, Gase und Netzwerk sind häufig deckenmontiert, um Stolperfallen zu vermeiden und Freiheit bei der jeweiligen Umgestaltung des Raumes zu haben. Normierte Gassteckdosen garantieren die Versorgung mit Druckluft, Sauerstoff, Lachgas, Vakuum und die Absaugung von Narkosegasen. Die Kommunikation wird durch Telefone und Zugang zum EDV-Netz des Krankenhauses gewährleistet.
Anästhesiearbeitsplätze, die im Zentrum stehenden Operationstische und weitere Einbauten können modular erweitert oder ausgetauscht werden. Operationsleuchten zur Ausleuchtung des Operationsgebietes sind zusätzlich zur Raumbeleuchtung vorhanden und werden auch häufig an der Decke montiert. Sie müssen spezielle Anforderungen in Bezug auf Lichtintensität, Lichteinfallswinkel im Operationsfeld, Fokuspunkt und Lichtfarbe erfüllen.
Bei Bedarf verwendet der Operateur ein spezielles Operationsmikroskop. Fest installierte Röntgenbildbetrachter, zunehmend ersetzt durch Flachbildschirme zur digitalen Darstellung, ermöglichen die Operationsplanung, fahrbare Röntgengeräte die Kontrolle des Operationsergebnisses noch im Saal. Neuere Operationssäle sind hierfür gelegentlich mit Computertomographie-Geräten ausgestattet.

### Nebenräume und Logistik

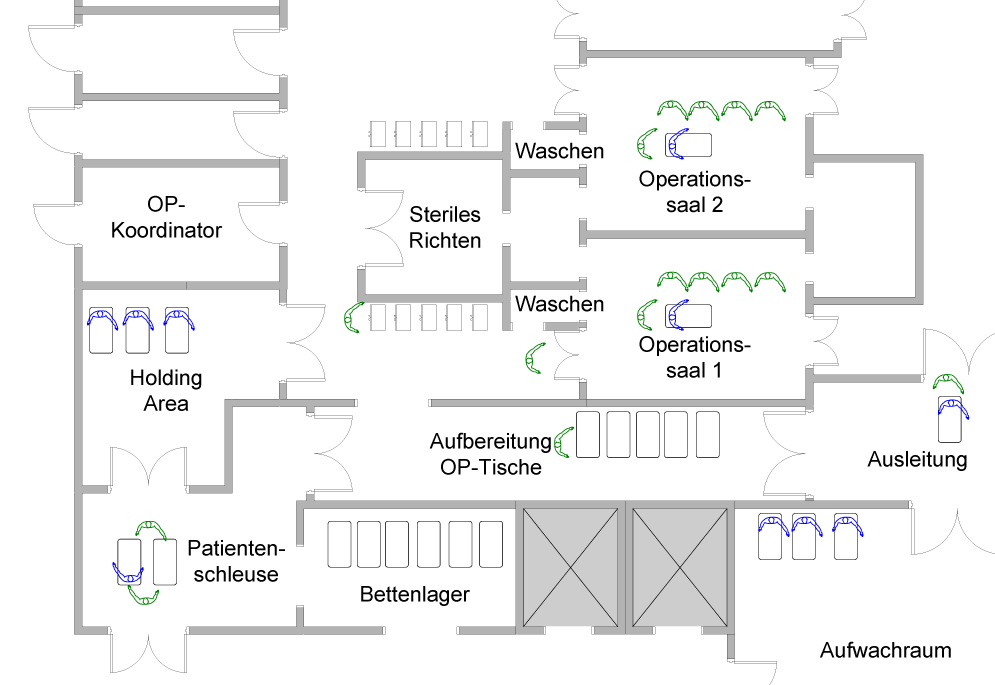
Grundriss eines OP-Traktes, hier als Ausschnitt eines Simulationsmodells

Personal betritt und verlässt die Operationsabteilung über einen Schleusenraum, in dem die Kleidung gewechselt wird. Um Blendeffekte unter intensiver künstlicher Beleuchtung zu vermeiden und eine optische Kontrolle des Einhaltens von Hygienerichtlinien zu ermöglichen, ist die Kleidung in Operationsbereichen dunkelgrün oder blau gefärbt. Material kann über einen Eingang mit Klingel und Sprechanlage angeliefert und entsorgt werden.
Eine Patientenschleuse ermöglicht den Transfer auch des immobilen Patienten vom Krankenbett auf den Operationstisch und umgekehrt. Räumliche Nähe zur Intensivstation und zur Notaufnahme hilft, aufwendige Patiententransporte auf das nötige Maß zu reduzieren und zu verkürzen.
Um die Anästhesie ungestört vorbereiten und einleiten zu können, steht dem Anästhesisten ein kleiner, geschlossener Vorraum zur Verfügung (Einleitungsraum), oder es gibt zentralisierte Einleitungsräume für mehrere Operationssäle. Möglich ist auch eine zentrale Holding Area an der Schleuse. Nach der Operation wird der Patient bis zur Stabilisierung in einen Aufwachraum gebracht, der mit Überwachungsgeräten ausgestattet ist und meist noch innerhalb des Operationstraktes liegt.
Außerdem gibt es im OP-Bereich noch Räume zur chirurgischen Händewaschung und Händedesinfektion, zur Sterilisation und Aufbereitung von Operationsbesteck und Instrumenten, Lagerräume, Büros, Personalaufenthaltsräume, Toiletten etc.

## Arbeitsplatz Operationssaal

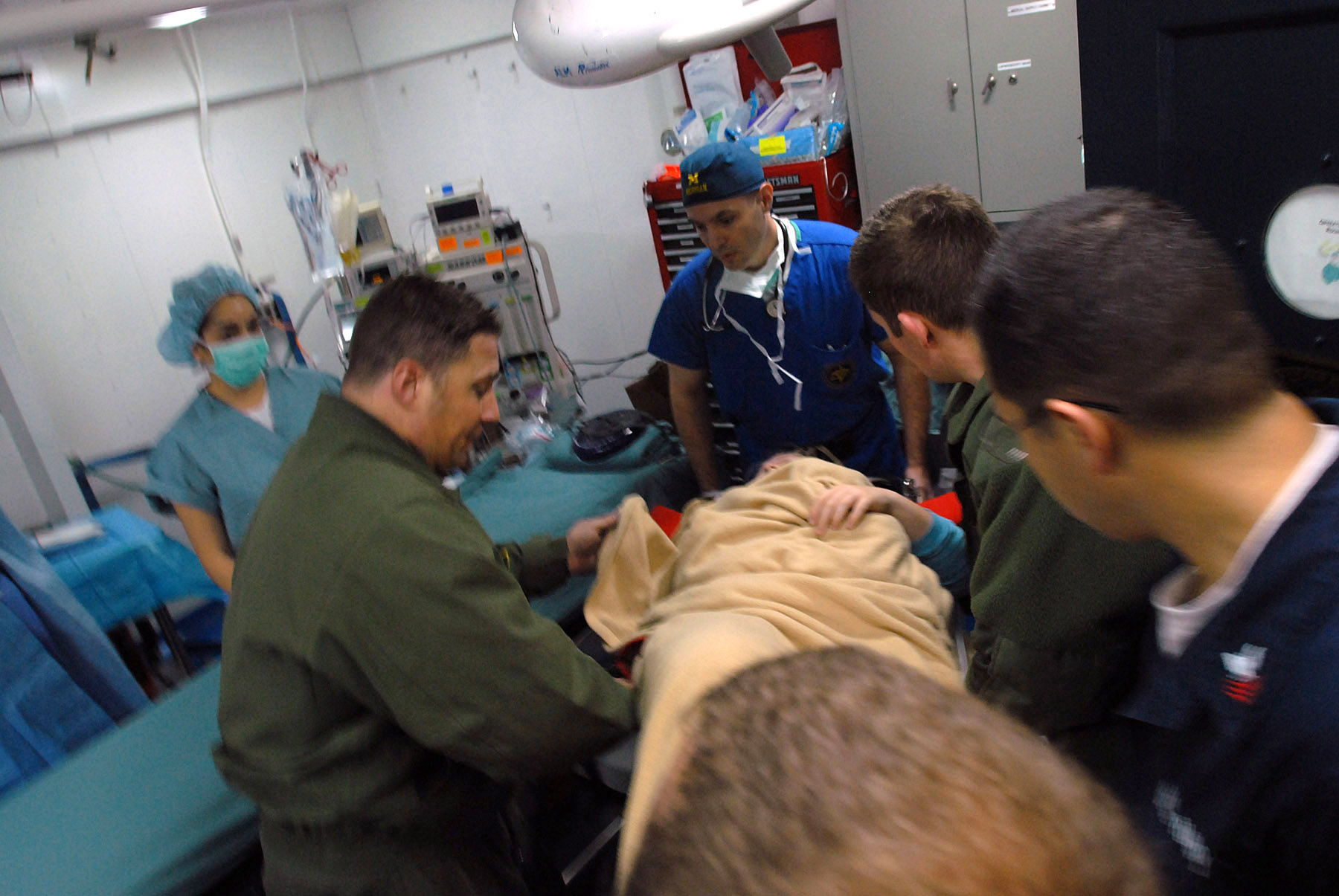
Arbeiten im OP unter Zeitdruck: Versorgung eines Schwerkranken an Bord eines Flugzeugträgers

Der Operationssaal als Arbeitsplatz ist zwangsläufig entindividualisiert, funktionell und durch die Abschirmung äußerer Einflüsse gekennzeichnet. Wahrnehmbare Tag-Nacht-Unterschiede fehlen weitgehend, bei Nichtvorhandensein von Fenstern sogar vollständig.
Die Ansprüche der Patienten und die des Personals können miteinander und mit wirtschaftlichen Notwendigkeiten und baulichen Gegebenheiten kollidieren. Für Patienten und Personal besteht eine gewisse Unfallgefahr. Ergonomie und die Gestaltung der im OP verwendeten Produkte spielen daher eine wichtige Rolle. Operationseinheiten gehören zu den teuersten Arbeitseinheiten im Krankenhaus. Im Jahr 2010 wurden die Kosten einer OP-Minute in Deutschland, abhängig von Berechnungsgrundlage und Interessenlage, mit 10 bis 120 Euro veranschlagt.
Die Gestaltung und das Management von Operationsabteilungen muss unter Einbeziehung von Aspekten des Arbeitsschutzes und der Gesundheitsökonomie möglichst berufsgruppenübergreifend gelöst werden. Ansätze dazu sind die softwaregestützte OP-Simulation und das neue Konzept eines Experimental-OP, in dem eine praktische Simulation der Patientenbehandlung (siehe medizinische Simulation) und weiterer Arbeitsabläufe möglich ist.

## Historische Bilder

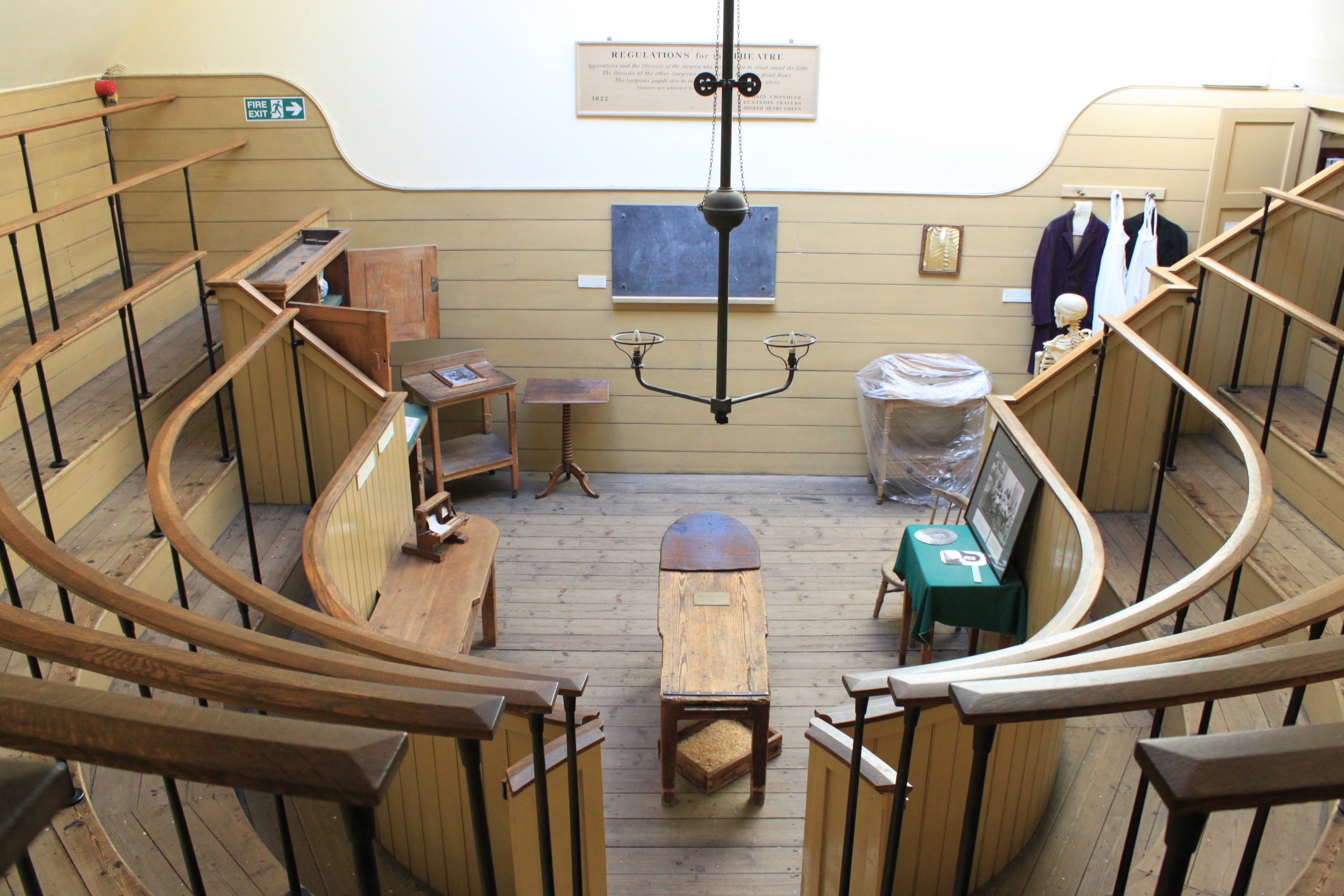
Ältester Operationssaal Englands (1822) im Museum des St Thomas’ Hospital, London
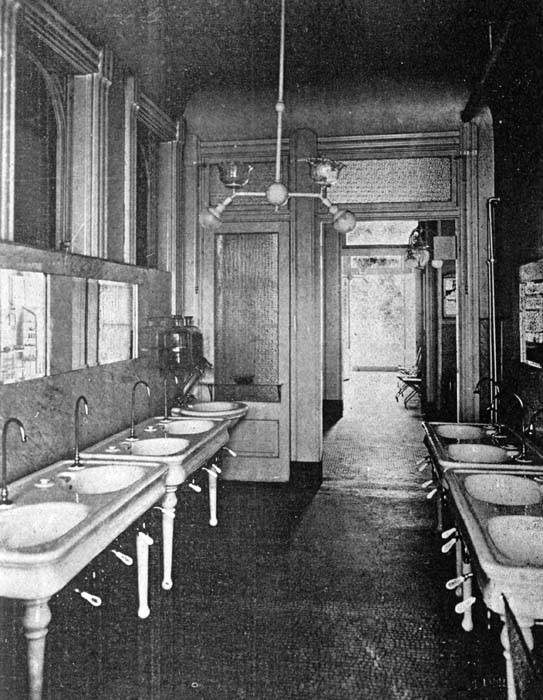
Chirurgischer Waschraum in New Orleans 1906
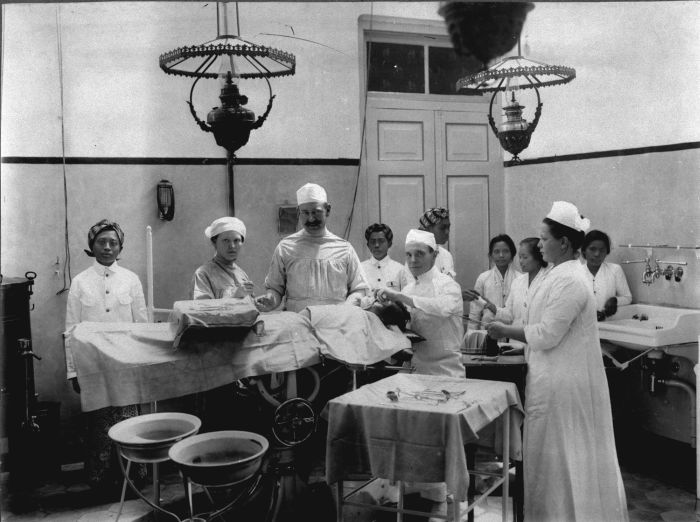
Operationssaal in Bandung, Indonesien um 1910
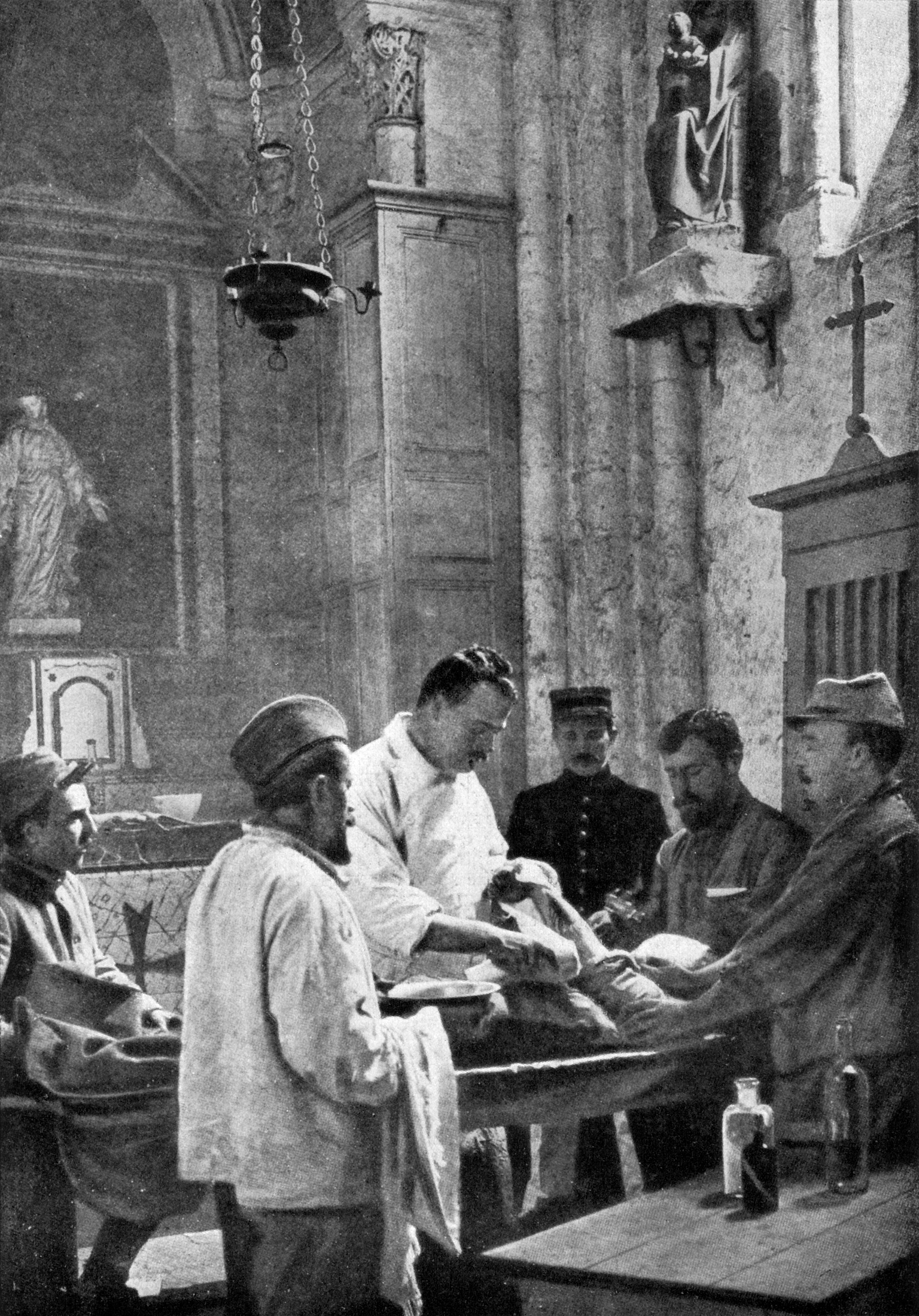
Operation in einer französischen Kirche 1917 während des Ersten Weltkrieges
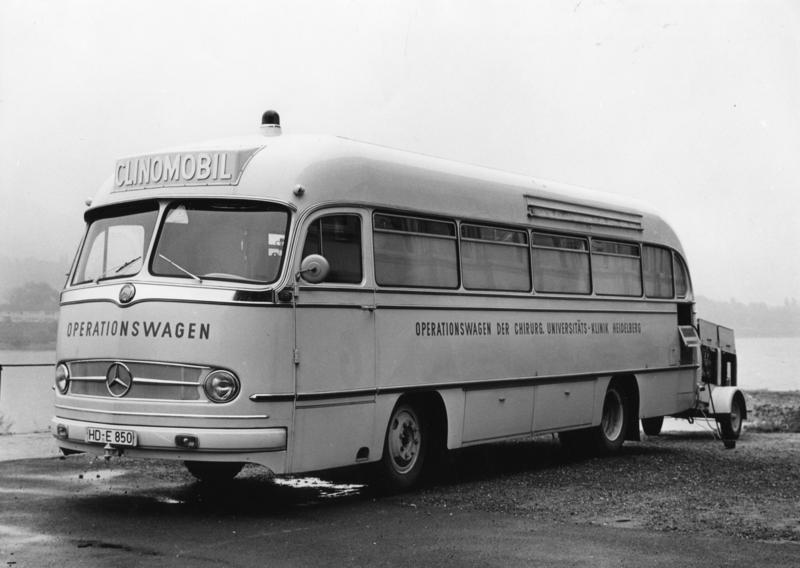
Fahrbarer Operationssaal der Chirurgie der Universitätsklinik Heidelberg (1957)
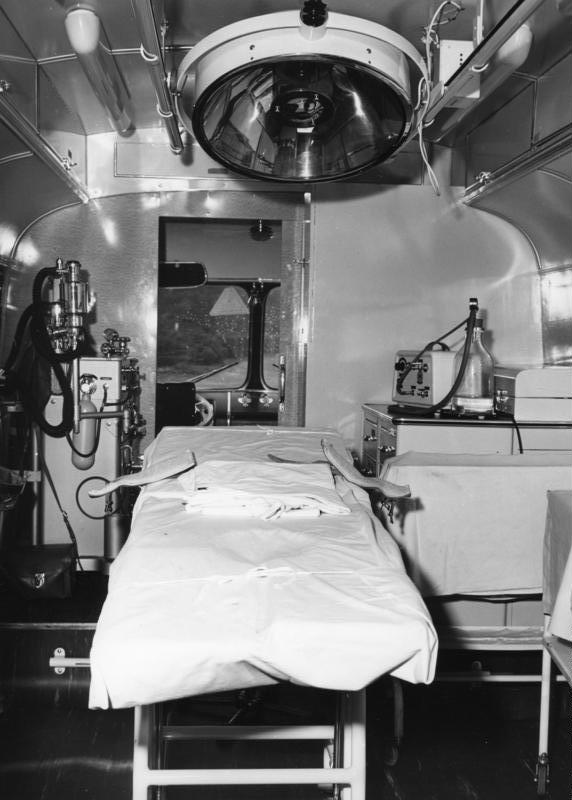
Fahrbarer Operationssaal der Chirurgie der Universitätsklinik Heidelberg (1957)
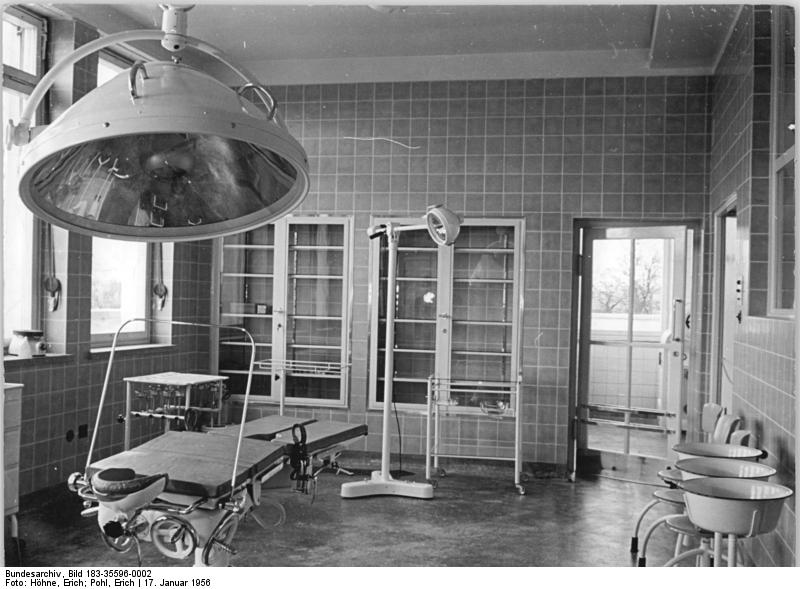
Operationssaal der Medizinischen Akademie Dresden, 1956